# 克里斯·科尔奇亚尼
克里斯托弗·科尔奇亚尼（英語：Christopher Corchiani，1968年3月28日—），美国NBA联盟前职业篮球运动员。他在1991年的NBA选秀中第2轮第36顺位被奥兰多魔术选中。